# Coelichneumon formicariator
Coelichneumon formicariator är en stekelart som beskrevs av Bauer 1985. Coelichneumon formicariator ingår i släktet Coelichneumon och familjen brokparasitsteklar. Arten är reproducerande i Sverige. Inga underarter finns listade i Catalogue of Life.